# Hazelberg
Hazelberg is een buurtschap   in de Nederlandse provincie Noord-Brabant. Het grootste deel ligt in de gemeente Meierijstad, maar een klein deel ligt in Bernheze.

## Ligging
Hazelberg ligt ten noorden van de plaats Veghel en de woonwijk 't Ven. De buurtschap wordt daarvan afgescheiden door de A50. Hazelberg ligt naast de doorgaande weg tussen Veghel en het dorp Vorstenbosch. De buurtschap hoorde voorheen geheel bij de gemeente Bernheze. Vlak naast de buurtschap stroomt de Beekgraaf.

## Geschiedenis
Hazelberg vormde een ontginningseiland in de woeste broeklanden tussen  Dinthers en Veghels grondgebied. Het gehucht zelf ontstond binnen de grenzen van Dinther, maar ook in Veghel werden in 1426 goederen aangeduid als liggende 'by die hazelberch'. In latere eeuwen werden de broeklanden rondom Hazelberg ontgonnen, evenals het oude ven op de grens tussen Veghel en Dinther. Ook ontstond op de grens tussen deze twee gemeenten de Hazelbergse Dijk. Hazelberg bleef tot in de 20e eeuw een agrarische buurtschap.
Woonplaatsen: Erp · Schijndel · Sint-Oedenrode · Veghel

Dorpen: Boerdonk · Boskant · Eerde · Keldonk · Mariaheide · Nijnsel · Olland · Wijbosch · Zijtaart

Bedrijventerreinen: De Amert · De Dubbelen · Doornhoek · Oude Haven      Havengebied: Veghel-Haven

Buurtschappen: Achterste Hermalen · Beukelaar · Bolst · Borne · Bus · De Bus (Schijndel) · De Bus (Sint-Oedenrode) ·  De Haag · Dijk · Dorshout · Driehuizen · Eerschot · Elde · Everse · Ham · Havelt · Hazelberg · Hermalen · Het Schoor · Heuvel · Heuvelberg · Hoek · Hoeves · Hoogebiezen · Houterd · Hurkske · Jekschot · Kapeleind · De Kempkens · Kilsdonk · Koevering · Kraanmeer · Kremselen · Lagebiezen · De Laren · Lieseind · Looieind · Meijldoorn · Middegaal · Morsche Hoef · Mosbulten · Oetelaar · Rijkerbeek · Vernhout · Zondveld · Zwijnsbergen

Noord-Brabant: Steden en dorpen      Nederland: Provincies · Gemeenten
Hoofdplaats: Heesch      Woonplaatsen: Heeswijk-Dinther · Loosbroek · Nistelrode · Vorstenbosch

Buurtschappen: Beugt · Berkt · Bus · Dintherse Hoek · Donzel · Fokkershoek · Hazelberg · Hommelse Hoeven · Hooge Wijst · Kameren · Kantje · Kilsdonk · Lage Wijst · Loo · Menzel · Munnekens-Vinkel · Rakt (deels) · Rukven · Zevenbergen · Zoggel

Noord-Brabant: Steden en dorpen      Nederland: Provincies · Gemeenten